# Howard Wolowitz
Howard Wolowitz este un personaj fictiv din serialul de televiziune Teoria Big Bang, jucat de actorul Simon Helberg. El este numit după un programator știut de creatorul show-ului Bill Prady

## Prezentare
Howard este un inginer evreu la departamentul de Știință aplicată al Caltech ce își petrece o mare parte din timp în apartamentul lui Leonard și Sheldon. Glumind, Wolowitz a spus că și el și Rajesh îi vizitează pentru că îl plac pe Leonard și nu pe Sheldon. Fiind singurul inginer dintre prietenii lui, Howard de obicei primește rolul liderului pentru micile experimente și proiecte realizate de cei patru, cum ar fi construirea unui robot distrugător sau crearea unui lichid non-newtonian și punerea acestuia pe un difuzor puternic. El poate imita vocea lui Koothrappali și a mamei lui ce are un accent puternic. Wolowitz este alergic la alune, și are aritmie cardiacă. El locuiește cu mama sa arogantă, deși lui nu-i place să recunoască acest lucru. Mama lui Howard, care nu apare în serial, ci i se aude doar vocea, țipând la Howard, îi face sendvișuri și îi spune să nu stea prea târziu afară, deși el o asigură că este un adult.